# Ingenried
Ingenried – miejscowość i gmina w Niemczech, w kraju związkowym Bawaria, w rejencji Górna Bawaria, w regionie Oberland, w powiecie Weilheim-Schongau, wchodzi w skład wspólnoty administracyjnej Altenstadt. Leży około 27 km na północny wschód od Weilheim in Oberbayern, przy drodze B472.

## Dzielnice
- Ingenried
- Huttenried
- Erbenschwang
- Enkenried

## Demografia
| Rok  | Liczba mieszk. |
| 1970 | 648            |
| 1987 | 687            |
| 2000 | 822            |
| 2005 | 870            |

### Struktura wiekowa
Dane o ludności z 31 grudnia 2008:
| Opis                                | Ogółem | Ogółem | Kobiety | Kobiety | Mężczyźni | Mężczyźni |
| ----------------------------------- | ------ | ------ | ------- | ------- | --------- | --------- |
| Jednostka                           | osób   | %      | osób    | %       | osób      | %         |
| Populacja                           | 892    | 100    | 429     | 48,09   | 463       | 51,91     |
| Wiek przedprodukcyjny (0–17 lat)    | 203    | 22,76  | 102     | 11,43   | 101       | 11,32     |
| Wiek produkcyjny (18–65 lat)        | 538    | 60,31  | 247     | 27,69   | 291       | 32,62     |
| Wiek poprodukcyjny (powyżej 65 lat) | 151    | 16,93  | 80      | 8,97    | 71        | 7,96      |

## Polityka
Wójtem gminy jest Xaver Fichtl, rada gminy składa się z 8 osób.
|      | FWV/BWG | Razem |
| 2008 | 8       | 8     |
| 2002 | 8       | 8     |

## Oświata
W gminie znajduje się przedszkole (50 miejsc).